# Edad de oro de la piratería

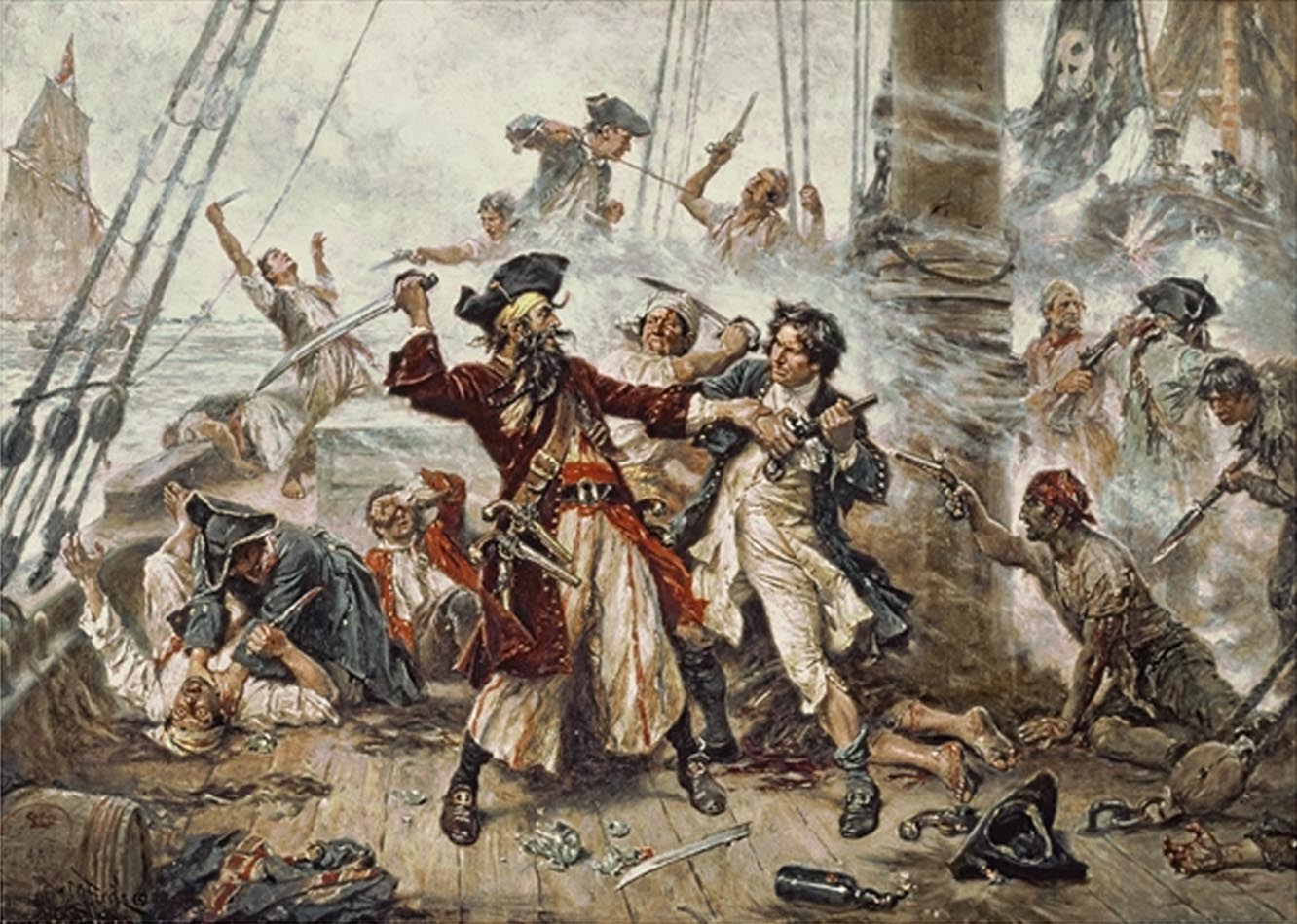
Barbanegra enfrenta a Robert Maynard en el auge de la Edad dorada

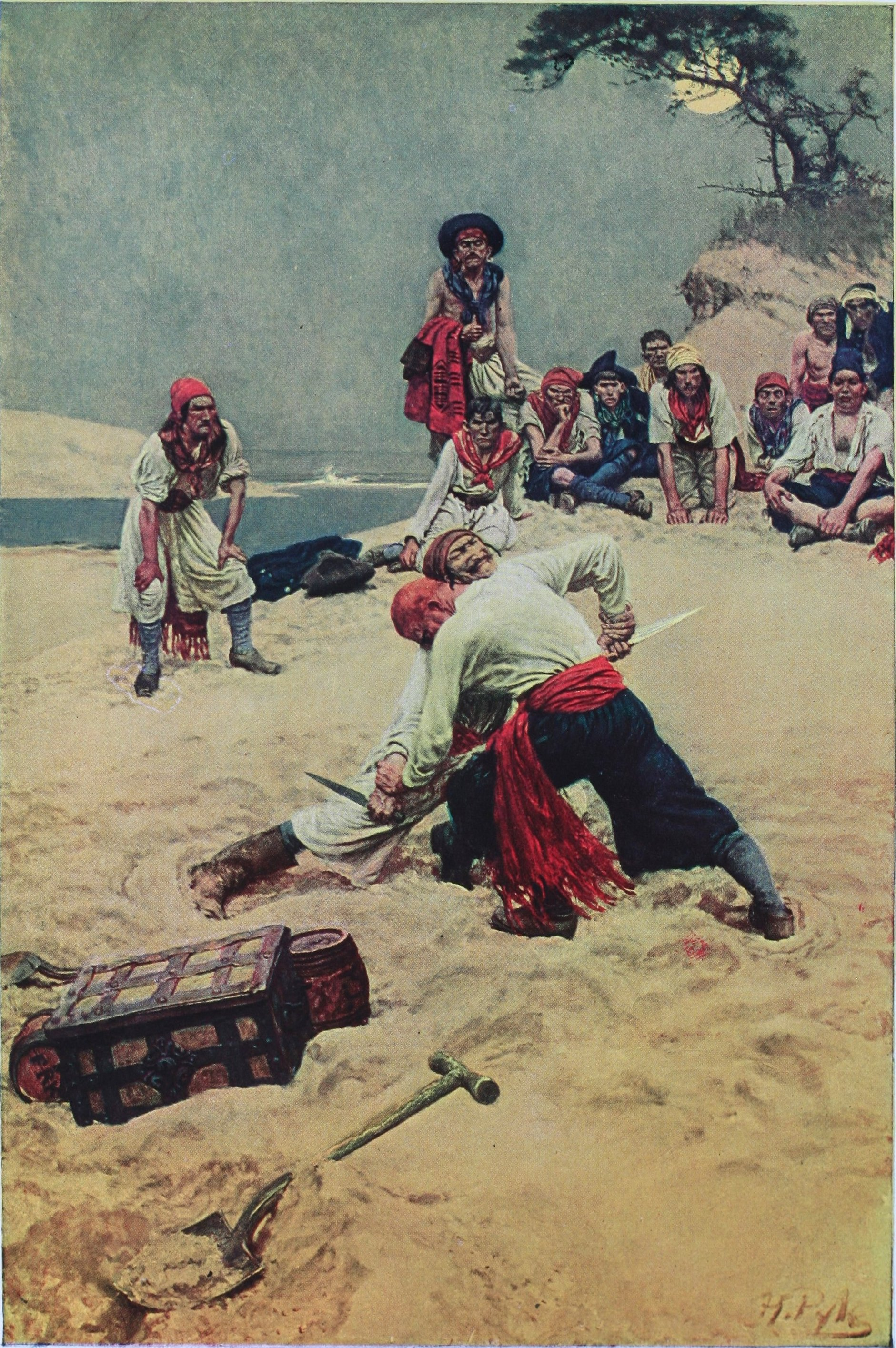
Ilustración de Howard Pyle; piratas luchan por un tesoro

La Edad de oro de la piratería es una denominación común dada a uno o más surgimientos de piratería en la historia marítima durante las fases tempranas de la Edad Moderna. En su definición más aceptada, la Edad dorada de la piratería duró desde 1620 hasta 1730 y cubre tres surgimientos separados de piratería:
1. El periodo de los bucaneros, entre 1620 y 1683, caracterizado por marineros anglo-franceses establecidos en Jamaica y la Isla de la Tortuga atacando colonias españolas y navegando en el Caribe y el este del Pacífico;
2. La Ronda del pirata de 1690, asociada con viajes de larga distancia desde Bermuda y América para robar a objetivos musulmanes e hindúes en el océano Índico y el Mar Rojo; y
3. El periodo posterior a la guerra de Sucesión Española, definida por Marcus Rediker entre 1714 a 1726, cuando marineros anglo-americanos y corsarios desempleados después de la Guerra de sucesión española se convirtieron en masa a la piratería en el Caribe, la zona marítima del este de América, las costas africanas occidentales y el océano Índico.

Definiciones más cerradas de la Edad dorada de la piratería excluyen el primer o segundo periodo, pero la mayoría incluyen al menos algunas partes del tercero. La concepción moderna de la piratería, tal como se representa en la cultura popular, se deriva en gran parte, aunque no siempre de forma correcta, de la Edad Moderna de la piratería.
Entre los factores que llevaron a la piratería durante la Edad dorada se incluyen el aumento del valor de la carga llevada a Europa por grandes zonas oceánicas, la reducción de navíos europeos en ciertas regiones, el entrenamiento y experiencia que muchos marinos habían ganado en las embarcaciones europeas y el gobierno ineficiente en las colonias europeas en América. Los gobiernos de las colonias se encontraban combatiendo, constantemente, contra los piratas y envueltos en notables batallas y otros eventos relacionados.

## Historia

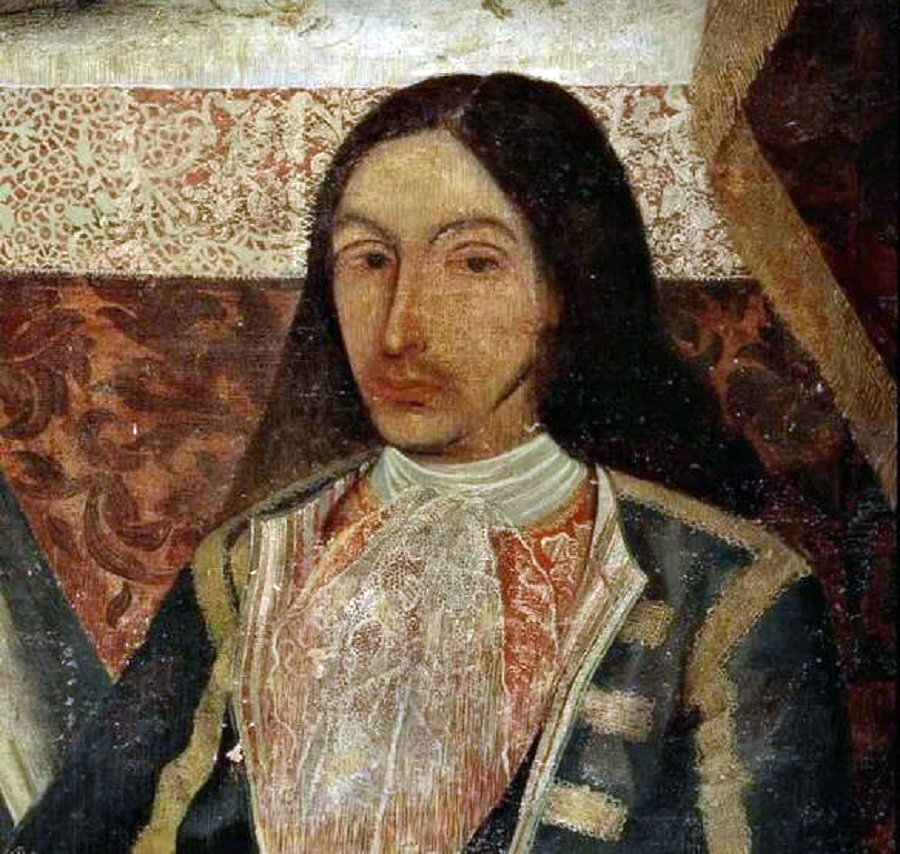
El español Amaro Pargo fue uno de los corsarios más famosos de la Edad de oro de la piratería.

### Origen
El término "Edad dorada de la piratería" nunca fue usado por nadie que se sepa que viviera durante dicha época. La mención literaria más antigua que se tiene de una "Edad dorada" de la piratería data de 1894, cuando un reportero inglés llamado George Powell escribió sobre lo que "aparentemente fue la edad dorada de la piratería durante la pasada década del siglo XVII." Powell usó la frase mientras revisaba La nueva y exacta historia de Jamaica, de Charles Leslie, que para ese momento contaba con más de 150 años de haber sido publicada, y se refiere, en su mayoría, a eventos como el ataque de Henry Morgan a Maracaibo y Portobello en 1660 y a la famosa evasión de Bartolomeu Português. Powell usa la frase una única vez.
En 1897 el historiador John Fiske introdujo el empleo más sistematizado de la frase al escribir: "En ningún otro momento de la historia, el negocio de la piratería prosperó tanto como lo hizo durante el siglo XVII y la primera mitad del XVIII. Se puede decir que su edad dorada se extendió de 1650 a 1720". Fiske incluyó actos de los piratas berberiscos y del este de Asia en esta "Edad dorada", afirmando que "mientras estos piratas musulmanes y aquellos del este de Asia estaban tan activos en el siglo XVII como en cualquier otro momento, su caso no desmerece mi argumento de que la época de los bucaneros es la Edad dorada de la piratería". Fiske no cita a Powell o a ninguna otra fuente por el concepto de la "Edad dorada".
Historiadores de piratas de la primera mitad del siglo XX adoptan ocasionalmente el concepto de Fiske de la "Edad dorada" sin seguir necesariamente las fechas de comienzo y final que él sugirió para esta. La definición más amplia del término es la de Patrick Pringle, quien escribió en 1951 que "la más floreciente era de la historia de la piratería... comenzó durante el reinado de Isabel I y terminó en la segunda década del siglo XVIII." Esta idea contradice a Fiske, quien negó fervientemente que figuras isabelinas como Francis Drake fueran piratas

### Tendencia hacia una definición reducida
De las definiciones recientes, la de Pringle tiene el mayor rango, una excepción en la tendencia de 1909 a los 1990 de reducir la Edad dorada. En 1924 Philip Gosse definió la cumbre de la piratería con duración "de 1680 hasta 1730". En su popular libro de 1978 The Pirates para la serie "The Seafarers", de TimeLife, Douglas Botting define la Edad de oro durando "unos escasos 30 años, empezando en el cierre del siglo XVII y empezando en el primer cuarto del siglo XVIII". La definición de Botting fue seguida prontamente por la de Frank Sherry en 1986. En un artículo académico de 1989, el profesor Marcus Rediker definió a la Edad dorada de la piratería durando tan solo de 1716 a 1726. Angus Konstam calculó, en 1998, la duración del periodo de 1700 hasta 1730.
Probablemente, el último paso en restringir la duración de la Edad dorada fue el libro de 2005 "La historia de los piratas", de  Konstam, en el cual se retracta de sus afirmaciones pasadas, llamando a la definición de la Edad dorada de 1690–1730 "generosa" y concluyendo que "lo peor de estas actividades piratas se limitaron a un periodo de ocho años, de 1714 a 1722, así que la verdadera Edad de oro ni siquiera podría ser llamada una década dorada".

### Reciente contratendencia hacia una definición amplia
David Cordingly, en su influyente libro de 1994 Bajo bandera negra, definió "la gran edad de la piratería" durando desde 1650 hasta 1725, muy cercana a la definición de Fiske de la Edad dorada de la piratería.
Rediker, en 2004, describió la más compleja definición de la Edad dorada hasta la fecha. El autor propone una Edad de oro que "cubre el periodo de 1650 hasta 1739", al que subdivide en tres distintas "generaciones": los bucaneros de 1650-1680, los piratas del océano Índico de 1690 y los piratas de 1716-1726.

## Orígenes
La piratería surgió y en pequeña escala reflejó los conflictos que mantenían, sobre el comercio y la colonización, las grandes potencias europeas rivales de la época mantenían, incluyendo los imperios de Gran Bretaña, España, Países Bajos, Portugal y Francia. Muchos de estos piratas fueron ingleses, franceses, españoles y holandeses.

### Periodo de los bucaneros (1620–1680) y República de las Dos Orillas (1627-1668)

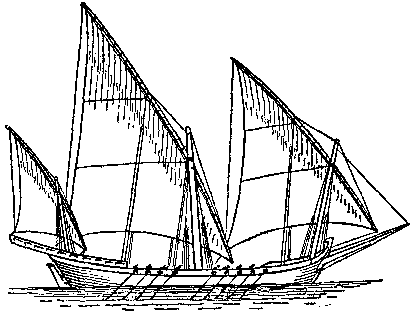
Jabeque, barco utilizado por los piratas de la República de las Dos Orillas.

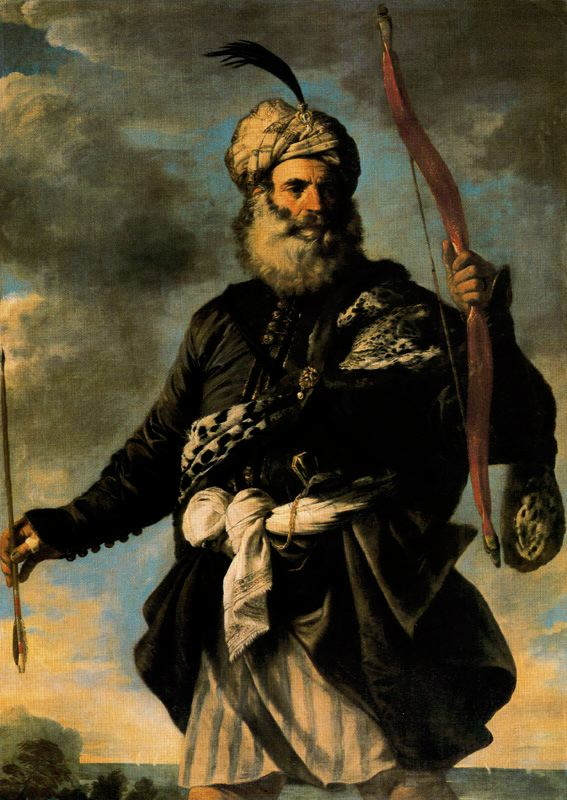
Jan Janszoon (alias Murat Reis), renegado holandés al servicio de la República de Salé. Óleo de 1650 de Pier Francesco Mola.

Historiadores como John Fiske indican el inicio de la Edad dorada de la piratería alrededor de 1620, cuando el final de las Guerras de religión en Europa permitió a las naciones europeas retomar el desarrollo de sus colonias. Esto implicó comercio marítimo y un crecimiento económico general: había mucho dinero para adquirir o robar y gran parte de este era transportado en el mar.
Los bucaneros franceses se habían establecido en el norte de La Española en 1625, pero al principio se dedicaban principalmente a la cacería más que al robo; su transición a la piratería de tiempo completo fue gradual y se debió, en mayor parte, a los esfuerzos españoles de erradicarlos, así como a los animales de los cuales dependían. El traslado de los bucaneros de la zona principal de La Española a la, más defendible, Isla de la Tortuga limitó sus recursos e incrementó sus ataques periódicos. De acuerdo a Alexandre Exquemelin, un bucanero e historiador que fue una gran fuente para este periodo, el bucanero de Tortuga Pierre le Grand fue el pionero en los ataques a la Flota de Indias que regresaban a España de sus viajes.
El crecimiento del bucanerismo en Tortuga aumentó por la conquista inglesa de Jamaica en 1655. Los primeros gobernadores ingleses de Jamaica proporcionaron libremente patentes de corso a los bucaneros de Tortuga y a sus compatriotas, mientras que el crecimiento de Port Royal proveyó a estos saqueadores de un lugar más grande y satisfactorio para vender su botín. En 1660 el nuevo gobernador francés de Tortuga, Bertrand d'Ogeron, proveyó comisiones similares tanto para sus propios colonos como para los ingleses de Port Royal. Estas condiciones llevaron al bucanerismo del Caribe a su cenit.
Cabe mencionar, sin embargo, otro núcleo de piratería, la importante trata de esclavos en este periodo. Este núcleo se formó con moriscos expulsados de España, entre ellos un gran grupo de moriscos de clase alta, con licencia en Castilla para llevar espada, naturales de Hornachos. Estos y otros más llegaron a constituir un Estado, la República de las Dos Orillas, llamada también República de Salé (1627-1668), situada en la desembocadura del río Bu Regreg en el puerto atlántico de Salé (Marruecos). Entre otras hazañas, llegaron a saquear las costas de Cornualles y el sur de Irlanda. Esta "república" entabló relaciones diplomáticas con los Países Bajos y, de hecho, su primer presidente fue el sanguinario pirata neerlandés Jan Janszoon (también conocido como Murat Rais el Joven), que había hecho carrera con otro pirata holandés convertido al Islam y a sueldo de los berberiscos, Sulayman Reis. En su momento cumbre, la república contaba con una flota de cuarenta barcos, siendo su embarcación más característica el jabeque, porque al poseer remos podía sortear los bancos de arena del río.

### La ronda del pirata (1693–1700)

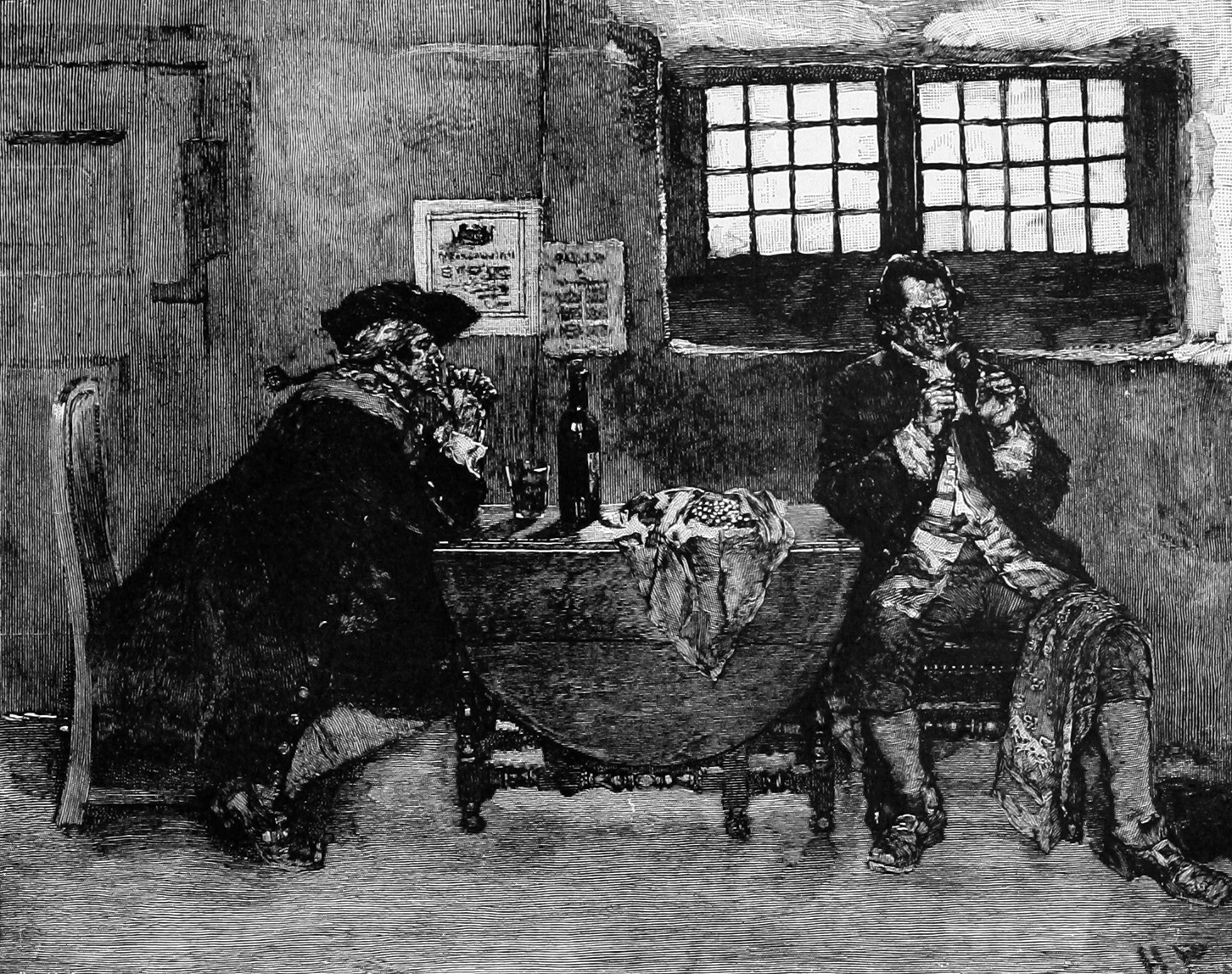
Henry Every vendiendo su tesoro en este grabado de Howard Pyle. Every capturó el Ganj-i-Sawai en 1695, siendo uno de los más grandes saqueos jamás perpetrados.

Diversos factores ocasionaron la aparición de los piratas angloamericanos. Algunos de ellos comenzaron sus andanzas durante la etapa del bucanerismo, buscando tesoros más allá del Caribe al principio de la década de 1690. La caída de la Casa de Estuardo en Inglaterra restauró la enemistad tradicional entre el Reino Unido y Francia, terminando con la colaboración económica entre Jamaica, Inglaterra y Tortuga con Francia. La destrucción de Port Royal por un terremoto en 1692 redujo aún más el atractivo del Caribe al destruir el principal mercado de los piratas. Los gobernadores de las colonias en el Caribe empezaron a desechar la política tradicional de "no hay paz más allá de la línea", bajo la cual se entendía que la guerra iba a continuar (y que las patentes de corso serían otorgadas) en el Caribe sin importar qué tratados de paz se firmaran en Europa; desde entonces, las patentes solo serían expedidas en tiempos de guerra y serían rigurosamente limitadas. Además, España había fortificado los principales puertos y poblaciones ante la devastación causada por los piratas: Maracaibo (actual Venezuela) había sido saqueada ya tres veces entre 1667 y 1678, mientras que Riohacha (actual Colombia) había sido saqueado cinco veces y Tolú (actual Colombia) ocho.
Al mismo tiempo, en las colonias inglesas menos favorecidas, como Bermudas, Nueva York y Rhode Island, escaseaban los recursos debido a las Actas de Navegación. Mercaderes y gobernadores buscando dinero ignoraban o incluso protegían las embarcaciones piratas, y un oficial colono llegó al punto de defender a un pirata afirmando que encontraba "muy rudo colgar a las personas que traen dinero a estas colonias". A pesar de que algunos de estos piratas operando en Nueva Inglaterra y las colonias medias apuntaban a las colonias costeras españolas en las zonas más remotas del Pacífico ya avanzada la década de 1660, el océano Índico era un objetivo mucho más rico y tentador. La salida de recursos desde India empequeñecía la de Europa durante este periodo, especialmente con productos lujosos de alto valor como seda y calicó, que eran un botín ideal para los piratas; al mismo tiempo, no había navíos poderosos que surcaran el océano Índico, dejando tanto a las embarcaciones locales como a las de la Compañía Británica de las Indias Orientales vulnerables a los ataques. Esto abrió las puertas a las piraterías famosas de Thomas Tew, Henry Every, Robert Culliford y William Kidd (aunque su reputación como pirata es objeto de debate y/o controversia).

### El periodo posterior a la guerra de Sucesión Española
Entre 1713 y 1714, se firmaron una serie de tratados de paz que pusieron fin a la Guerra de sucesión española. Con el final de este conflicto, miles de marineros, inclusive corsarios paramilitares, fueron retirados de sus obligaciones militares. El resultado fue un gran número de marinos desempleados y entrenados en una época durante la cual empezaba a a florecer el comercio a través del Atlántico. Aunado a eso, muchos europeos que habían sido incitados por el desempleo a participar en el comercio de esclavos, estaban dispuestos a cambiar el negocio por piratería, proveyendo a los capitanes piratas de un largo suministro de reclutas europeos entrenados para ser encontrados en las costas y mares africanos.
En 1715, los piratas comenzaron un ataque masivo contra buzos españoles tratando de recuperar oro de un galeón hundido cerca de Florida. El núcleo de la fuerza pirata era un grupo de exbucaneros, quienes se verían envueltos muy pronto en la infamia: Henry Jennings, Charles Vane, Samuel Bellamy y Edward England. El ataque fue exitoso, pero al contrario de sus expectativas, el gobernador de Jamaica se negó a permitir a Jennings y sus secuaces gastar su botín en la isla. Con Kingston y un Port Royal en declive cerrados para ellos, Jennings y sus camaradas fundaron una nueva base pirata en Nasáu, en la isla de Nueva Providencia en las Bahamas, que había sido abandonada durante la guerra. Hasta la llegada del gobernador Woodes Rogers tres años después, Nasáu sería el hogar de estos piratas y sus numerosos reclutas.
El número de navíos transportando mercancía entre África, el Caribe y Europa se elevó en el siglo XVIII, un modelo al que se le conoció como comercio triangular y fue un objetivo rico para la piratería. Naves mercantiles zarpaban desde Europa hacia la costa africana intercambiando bienes manufacturados y armas a cambio de esclavos. Los navíos iban entonces al Caribe a vender los esclavos y regresaban a Europa con productos como azúcar, tabaco y cacao. Otra ruta triangular consistía de naves llevando materia prima, bacalao en conserva y ron a Europa, donde parte de la carga se vendía a cambio de productos manufacturados, que (además de una parte de la carga original) serían llevados al Caribe, se intercambiaban por azúcar y melazas, que (con algunos productos manufacturados) eran mandados a Nueva Inglaterra. Los barcos en la ruta triangular hacían dinero en cada parada.
Como parte de un acuerdo después de la guerra de Sucesión española, le fue concedido a Inglaterra el Asiento de negros para proveer esclavos en Hispanoamérica, abriéndole las puertas a traficantes y mercaderes británicos a los mercados españoles en América tradicionalmente cerrados. Este arreglo también contribuyó fuertemente a la expansión de la piratería en el oeste del Atlántico. El comercio en las colonias explotó al mismo tiempo que había abundancia de marineros experimentados después de la guerra. Los mercaderes usaron esta excedente oferta de marineros para bajar los salarios y así maximizar sus ganancias, creando condiciones precarias dentro de sus embarcaciones. Los marineros de naves mercantiles sufrían de moral baja. Las condiciones de vida eran tan pobres que muchos marineros preferían una existencia libre como piratas. El volumen incrementado de navíos comerciales creó asimismo un gran número de bandidos acechándolos.

## Piratas de la era

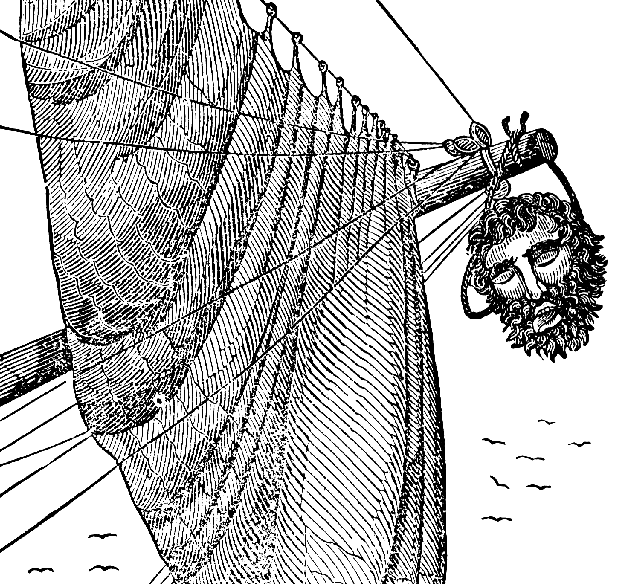
Cabeza cercenada de Barbanegra colgando del bauprés de Maynard

Gran parte de los piratas y corsarios más conocidos de la historia se originaron en la edad dorada de la piratería.
- Henry Morgan, un bucanero que atacó a los españoles y tomó la ciudad de Panamá. Iba a ser ejecutado en Inglaterra pero en lugar de eso fue nombrado caballero y gobernador de Jamaica. Murió de causas naturales en 1688.
- Henry Every, famoso por haber sido uno de los pocos piratas en retirarse con su botín sin haber sido arrestado o derrotado en batalla, además de haber capturado la extraordinariamente rica nave mogol Ganj-i-Sawai en 1694.
- William captain Kidd, quien fue ejecutado por piratería en Londres en 1701. Es famoso por el tesoro enterrado que supuestamente dejó.
- Black Sam Bellamy, capitán del Whydah Gally, que se perdió en una tormenta durante 1717.
- Stede Bonnet, un adinerado terrateniente de Barbados, vuelto pirata solamente en busca de aventura. Bonnet capitaneó un sloop de diez cañones, llamado Venganza, saqueando naves de la costa de Virginia en 1717. Fue atrapado y colgado en 1718.
- Edward Teach (o Thatch), más conocido como Barbanegra, estuvo activo entre 1716 y 1718. Tal vez uno de los más notorios piratas entre los países de habla inglesa. El barco más famoso de Barbanegra era el Queen Anne's Revenge, llamado en respuesta al final de la guerra de la Reina Ana. Barbanegra fue asesinado por los hombres del lugarteniente Robert Maynard en 1718.
- Jack Rackham Calico Jack fue capturado, ahorcado y expuesto fuera de Port Royal en 1720.
- Bartholomew Roberts ha sido considerado uno de los piratas más exitosos de la historia. Fue asesinado en las costas de África en 1722.
- Edward Low, activo entre 1721 y 1724, fue notable debido a su hábito de torturar a sus víctimas antes de matarlas.
- William Fly, cuya ejecución en 1726 sirve al historiador Marcus Rediker para marcar el final de la edad dorada de la piratería.
- Amaro Pargo (1678-1747), corsario español que dominó la ruta entre Cádiz y el Caribe, en este caso atacando barcos enemigos de la Corona de España durante el reinado de Felipe V.

### Mujeres piratas
Existen, por lo menos, dos casos de mujeres que pertenecieron al mundo de la piratería. Estas mujeres piratas fueron Anne Bonny (algunas veces también escrito Bonney) y Mary Read.
Bonny se escapó con el pirata Jack Rackham Calico Jack, de quien estaba enamorada, eludiendo así un forzado matrimonio precoz. Mary Read había sido vestida toda su vida como un hombre por su madre y había servido en la milicia británica durante un tiempo. Llegó al Caribe después de dejar a su esposo y terminó con Calico Jack y Bonny.
Cuando su nave fue atacada, las dos mujeres y un hombre desconocido fueron los únicos en defender el barco, ya que los demás tripulantes no se encontraban en condiciones de pelear por estar intoxicados con alcohol. Al terminar el ataque, ellas fueron capturadas y arrestadas.
Después de su captura en 1720, ambas mujeres evitaron la sentencia de muerte clamando estar embarazadas. Read murió en prisión, muchos creen que a causa de una fiebre o complicaciones al dar a luz. Bonny desapareció de los registros por completo.

### Piratas berberiscos

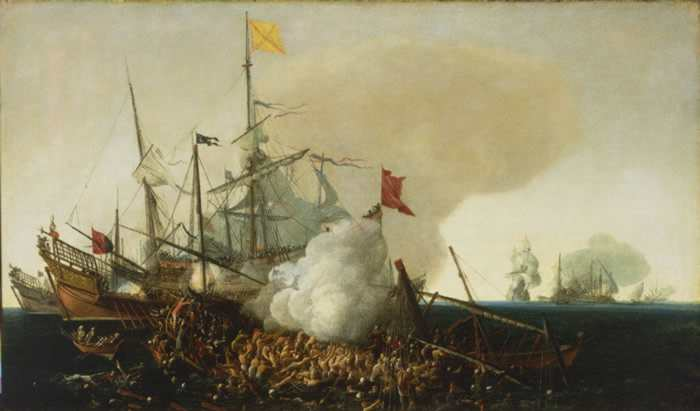
Cornelis Hendricksz Vroom, Españoles enfrentándose a corsarios berberiscos, 1615.

Los piratas berberiscos fueron piratas y corsarios que operaron desde el Norte de África (en la costa berberisca), acosando embarcaciones que cruzaban en el Mar Mediterráneo, además de naves con rumbo a Asia y África hasta las etapas tempranas del siglo XIX. Las villas costeras y pueblos de Italia, España y las islas del mar Mediterráneo fueron atacadas constantemente por ellos y grandes zonas de las costas españolas e italianas fueron abandonadas completamente por sus habitantes. A partir del siglo XVII, los piratas berberiscos empezaron a entrar ocasionalmente al Atlántico y atacaron lugares tan lejanos como Islandia. De acuerdo con Robert Davis, entre un millón y 1.25 millones de europeos fueron capturados por los piratas berberiscos y vendidos como esclavos entre los siglos XVI y XIX.
Uno de los rasgos característicos de los piratas, el parche en el ojo, proviene del pirata Rahmah ibn Jabir al-Jalahimah, quien lo usaba así después de perder un ojo en combate en el siglo XVIII.
Mientras se piensa que la edad dorada de la piratería en Europa y América duró aproximadamente de 1710 a 1730, la prosperidad de los piratas berberiscos perduró hasta inicios del siglo XIX. Sin embargo, al contrario de las potencias europeas, Estados Unidos se negó a pagar tributo a los berberiscos y estos respondieron con la Primera y la Segunda guerra berberisca, donde los piratas musulmanes capturaron y esclavizaron a marinos norteamericanos. A pesar de que Estados Unidos consiguió unas pocas victorias en estas guerras, muy pronto se les unieron Francia y Gran Bretaña con sus embarcaciones más poderosas y acabaron con los saqueadores berberiscos con el bombardeo de Argel, en 1816, y la conquista francesa de Argelia.
Los piratas berberiscos más destacados fueron los hermanos Aruj y Jeireddín Barbarroja

## Declive
Al inicio del siglo XVIII la tolerancia hacia los bucaneros comenzaba a debilitarse. Después de que el Tratado de Utrecht fuera firmado, el exceso de marineros entrenados sin trabajo fue tanto una maldición como una bendición para los piratas. Al principio, la abundancia de hombres aptos había aumentado el número de piratas existente de manera significativa. Esto llevó inevitablemente al saqueo de más naves, que puso un límite al comercio de los países europeos, los cuales respondieron mejorando sus propias naves para proteger a los comerciantes y cazar piratas. El exceso de marineros significaba que también había mucha gente apta para ser reclutada en las embarcaciones nacionales. La piratería estaba en un claro declive a partir de 1726, y la Edad dorada de la piratería no superó esa década.
Los eventos de la segunda mitad de 1718 marcaron un punto de inflexión para la piratería en el Nuevo Mundo. Sin una base segura a la cual acudir y la presión constante de las embarcaciones de guerra, los piratas perdieron la iniciativa. El atractivo de los tesoros españoles también empezaba a desaparecer y los cazadores iban convirtiendo en las presas. Para 1719 los piratas restantes escaparon al África occidental atacando a esclavistas pobremente defendidos.

## En la cultura popular
Aunque algunos detalles son omitidos regularmente, el impacto de la piratería en la cultura popular es difícil de subestimar. Historia general de los robos y asesinatos de los más famosos piratas, de Charles Johnson, es la principal fuente para las biografías de muchos piratas conocidos de la edad de oro, proveyendo también una imagen extensiva del periodo. Dando un estatus casi mitológico a personajes como Barbanegra y Calicó Jack, el libro marcó el estándar para representar las vidas de muchos piratas de la edad de oro, además de influenciar la literatura de autores como Robert Louis Stevenson y J. M. Barrie. Trabajos literarios como La isla del tesoro y Peter Pan marcaron la imagen de los piratas que se tiene hoy en día. Películas como Pirates of the Caribbean y el anime/manga One Piece han trazado una imagen romántica sobre el ideal de la piratería.
Muchas afirmaciones y especulaciones sobre su imagen, vestimenta, código de etiqueta, etcétera, contribuyeron asimismo a su misterio y leyenda. Por ejemplo, los hombres llevaban aretes con el propósito de que su valor en oro o plata pagaran un entierro si se llegaban a perder en el mar y su cuerpo llegaba a la costa.
Más recientemente, detalles menos acertados sobre la imagen de los piratas han ganado popularidad (por ejemplo, el Día Internacional de Hablar como un Pirata). Sin embargo, este fenómeno ha ayudado simplemente a propagar el romanticismo sobre el mito de la piratería.